# Столесен, Гуннар
Гуннар Столесен (норв. Gunnar Staalesen; род. 19 октября 1947, Берген) — норвежский писатель и драматург, известный своими криминальными романами.

## Биография
Гуннар Столесен родился в норвежском городе Берген, где он в 1966 году окончил Бергенскую кафедральную школу. Изучал английский и французский языки и литературоведение. В 1976 году получил степень кандидата филологических наук Бергенского университета. В течение двух периодов (1972—1973, 1976—1987) Столесен работал журналистом, кинокритиком и пресс-секретарём в норвежском театре «Национальная сцена», а с 1987 года полностью занимается литературной деятельностью.
С 1970 года он публикует криминальные романы, самыми успешными из которых является цикл произведений о частном детективе Варге Веуме. Эти произведения соответствуют стилю «крутого детектива» романов Рэймонда Чандлера и Росса Макдональда.
Столесен опубликовал 25 романов, два из которых были написаны в сотрудничестве с другими авторами, три сборника рассказов и текстовых сборников; написал 12 пьес, среди которых есть оригинальные пьесы, драмы и адаптации собственных произведений и произведений других авторов, а также четыре радиопостановки.
Кроме детективного жанра, Столесен является мастером и других литературных направлений. В его авторстве — три приключенческих романа для детей и молодёжи, а также трилогия «1900. Morgenrød» (1997—2000) — роман о Бергене и Норвегии позапрошлого века. Кроме того, действия почти всех романов Столесена происходят в Бергене.
Писатель является лауреатом нескольких норвежских, шведских и датских литературных наград.

## Избранные произведения
- 1979: Din til døden
- 1980: Tornerose sov i hundre år
- 1981: Kvinnen i kjøleskapet
- 1983: I mørket er alle ulver grå
- 1985: Hekseringen
- 1988: Svarte får
- 1991: Bitre blomster
- 2006: Dødens drabanter
- 2008: Kalde hjerter